# کالوم آینلی
کالوم آینلی (انگلیسی: Callum Ainley؛ زادهٔ ۲ نوامبر ۱۹۹۷) بازیکن فوتبال اهل بریتانیا است.
از باشگاه‌هایی که در آن بازی کرده‌است می‌توان به باشگاه فوتبال کرو آلکساندرا اشاره کرد.